# 雅雷地区苏雪
雅雷地区苏雪（法語：Soucieu-en-Jarrest，法語發音：[susjø ɑ̃ ʒaʁɛ]）是法国奥弗涅-罗讷-阿尔卑斯大区罗讷省的一个市镇，属于里昂区。 

## 地名
该地名“Soucieu-en-Jarrest”中的后缀“en-Jarrest”意为“在雅雷地区”，不过雅雷地区通常拼写作“Jarez”，这里的“Jarrest”为变体。

## 地理
雅雷地区苏雪（45°40'40"N, 4°42'14"E）面积14.2 平方千米，位于法国奥弗涅-罗讷-阿尔卑斯大区罗讷省，该省份为法国中东部省份，北起顺时针与索恩-卢瓦尔省、安省、里昂大都会、伊泽尔省和卢瓦尔省接壤。
与雅雷地区苏雪接壤的市镇（或旧市镇、城区）包括：布里涅、布兰达、沙波诺、绍桑、梅西米、奥尔列纳、龙塔隆、圣洛朗达尼、蒂兰。
雅雷地区苏雪的时区为UTC+01:00、UTC+02:00（夏令时）。

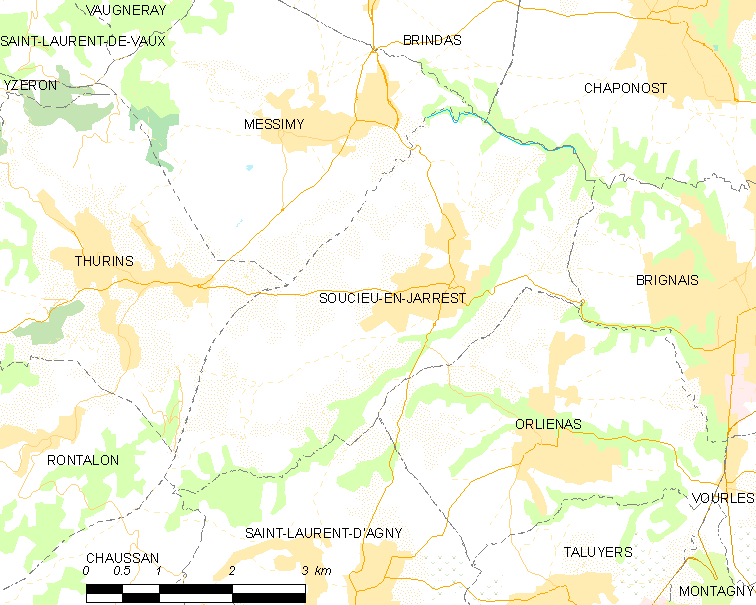
雅雷地区苏雪的OSM定位图

## 行政
雅雷地区苏雪的邮政编码为69510，INSEE市镇编码为69176。

## 政治
雅雷地区苏雪所属的省级选区为莫尔南县。

## 人口

1962-2008年间雅雷地区苏雪人口变化图示

雅雷地区苏雪于2022年1月1日时的人口数量为4652人。